# Palladius
Rutilius Taurus Aemilianus Palladius, adeseori amintit doar ca Palladius, a fost un autor roman din secolul al IV-lea.
Este cunoscut în special pentru tratatul său asupra agriculturii, Opus agriculturae, denumit uneori De Re Rustica, în care autorul indică activitățile agricole necesare în fiecare lună a anului. 